# STS-72
La STS-72 è una missione spaziale del Programma Space Shuttle. Due gli scopi principali di questa missione: il recupero di un satellite giapponese e due attività extraveicolari per la preparazione alla costruzione della Stazione spaziale internazionale.

## Equipaggio
- Brian Duffy (Comandante)
- Brent W. Jett (Pilota)
- Leroy Chiao (Specialista di missione)
- Daniel Barry (Specialista di missione)
- Winston Scott (Specialista di missione)
- Koichi Wakata (Specialista di missione)

## Parametri della missione
- Massa:
  - Navetta al lancio: 112.182 kg
  - Navetta al rientro: 98.549 kg
  - Carico utile: 6.510 kg
- Perigeo: 185 km
- Apogeo: 470 km
- Inclinazione orbitale: 28.4°
- Periodo: 91.1 min

### Attività extraveicolare
- Chiao e Barry  - EVA 1
- Inizio EVA 1: gennaio 15, 1996 - 05:35 UTC
- Fine EVA 1: gennaio 15, - 11:44 UTC
- Durata: 6 ore, 09 minuti
- Chiao e Scott  - EVA 2
- Inizio EVA 2: gennaio 17, 1996 - 05:40 UTC
- Fine EVA 2: gennaio 17, - 12:34 UTC
- Durata: 6 ore, 54 minuti